# Lac Pambrun
Lac Pambrun är en sjö i Kanada.   Den ligger i regionen Saguenay–Lac-Saint-Jean och provinsen Québec, i den östra delen av landet, 800 km nordost om huvudstaden Ottawa. Lac Pambrun ligger 646 meter över havet. Arean är 14,7 kvadratkilometer. Den sträcker sig 4,7 kilometer i nord-sydlig riktning, och 8,0 kilometer i öst-västlig riktning.
Trakten runt Lac Pambrun är nära nog obefolkad, med mindre än två invånare per kvadratkilometer.